# Моринга масличная
Мори́нга ма́сличная (лат. Morínga oleiféra) — дерево; вид рода Моринга семейства Моринговые, имеющее разнообразное пищевое значение.

## Распространение и среда обитания
Это быстрорастущее засухоустойчивое дерево, происходящее из южных предгорьев Гималаев. Широко культивируется в Африке, Центральной и Южной Америке, Мексике, Индии, Шри-Ланке, Малайзии и на Филиппинах. Может расти в полузасушливых субтропических и тропических областях. Моринга терпит бедные песчаные почвы, в том числе прибрежных областей. Дерево очень тепло- и светолюбивое. Не терпит заморозков на почве и в воздухе.

## Биологическое описание
Моринга масличная — хорошо ветвящееся дерево, достигающее в природе высоту 10 м. Диаметр ствола 60-70 см. Имеют подземные клубни (около 20 см в диаметре). Листья очередно расположенные, сложные непарноперистые (7-11 листочков), поникающие. Листочки широкояйцевидные, зеленые, на верхушке выемчатые, 1-2,4 см длиной. Соцветия кистевидные, до 30 см длиной. Напоминают соцветия белой акации и по ошибке так иногда и называются. Цветки белые, реже кремовые, около 2,5 см в диаметре, душистые. Лепестки ланцетной формы, 1,5 см длиной и 5-6 мм шириной. Чашелистики такого же цвета и формы, как и лепестки, с зелёным основанием. Хороший медонос. Размножение семенами. Семена имеют форму маленьких светло-коричневых треугольных пирамидок с небольшими крылышками по ребрам пирамидки.

## Хозяйственное значение и применение
Почти каждая часть этого растения может быть использована в пищу.
Препараты из моринги масличной применяются в виде БАДов. Считается, что она полезна как в целом для здоровья, так и, в частности, как составляющая здорового питания. В медицинских целях моринга масличная чаще всего продаётся в виде порошка. Истоки её популярности как лекарственного растения лежат в аюрведической медицине. Не существует доказательств, что препараты из этого растения приносят какую-либо пользу или вообще имеют какой бы то ни было эффект.
Дерматологи и косметологи используют морингу для лечения аллергических реакций и всех типов грибка: на коже, ногтях, слизистых.

### Растительное масло
Зрелые семена моринги масличной дают 38-40 % пищевого масла с высокой концентрацией бегеновой кислоты. Рафинированное масло прозрачно, без запаха, не прогоркает. Однако это масло не рекомендуется принимать внутрь беременным женщинам. Жмых, остающийся после экстракции масла, может быть использован в качестве удобрения или в качестве флокулянта для очистки мутной воды. Используется художниками. Масло семян моринги масличной также имеет потенциал для использования в качестве биотоплива.